# Hildebrand Richard Teirich
Hildebrand Emil Richard Leo Teirich (oft H. R. Teirich; * 7. Mai 1907 in Wien; † nach 1978) war ein Arzt, Neurologe und Psychotherapeut, der eine „bedeutende Rolle“ für die Musiktherapie spielte.

## Leben
Teirich promovierte in Wien in Medizin und spielte „Klavichord und Spinett“. Noch während seiner Ausbildung interessierte er sich für alternative Behandlungsverfahren, absolvierte eine Lehranalyse nach Carl Gustav Jung und hatte Kontakte zur anthroposophischen Heilpädagogik. Er leitete die psychotherapeutische Ambulanz der Universitätsnervenkliniken in Innsbruck (1947/48) und Graz (1948–50). 1948 entdeckte er „durch Kontakte mit einer Londoner Psychiatrie die Möglichkeit, Turnen und Musizieren in den Behandlungsplan“ einzubauen. Ab 1953 war er Facharzt für Nervenkrankheiten in freier Praxis in Freiburg im Breisgau.
Sein Herausgeberband Musik in der Medizin. Beiträge zur Musiktherapie, der 1958 im Fischer Verlag, Stuttgart erschien, gilt als erste deutschsprachige Veröffentlichung zur Musiktherapie. Er zeigt den Stand der praktischen Anwendung von teilweise sehr unterschiedlichen Methoden, Handlungsfelder und Institutionen der aus den USA kommenden Musiktherapie im deutschsprachigen Raum.
Er war mit der Krankengymnastin und Ärztin Hede Teirich-Leube verheiratet.

## Schriften (Auswahl)
- (als Hrsg.) Musik in der Medizin. Beiträge zur Musiktherapie. Gustav Fischer, Stuttgart 1958.